# João do Rego Barros (capitão-mor)
João do Rego Barros nasceu em Pernambuco na metade do século XVII e faleceu em 1670. Foi militar brasileiro e governador da Capitania da Paraíba entre 1663 a 1667, quando foi sucedido por Luís Nunes de Carvalho. Filho de Francisco do Rego Barros e Arcângela da Silveira, o militar serviu por trinta anos em guerras em Pernambuco, como alferes e capitão-mor.